# ACTL8
Actin-like 8 là protein ở người được mã hóa bởi gene ACTL8. Đây là một trong những protein tham gia cấu tạo kiến trúc nội bào của các tế bào.